# ژان سسمبره
ژان سسمبره (فرانسوی: Jean Sécember‎; ۱۱ آوریل ۱۹۱۱ – 1990 (aged 79)) بازیکن فوتبال اهل فرانسه بود.
وی در تیم ملی فوتبال فرانسه بازی کرده‌است.